# Dozor-600
Dozor-600 (ros. Дозор-600) – rosyjski rozpoznawczy i uderzeniowy bezzałogowy statek powietrzny klasy MALE (Medium-altitude long-endurance). 

## Historia
Dron został opracowany z własnej inicjatywy przez firmę Tranzas (ros. Транзас), jego konstrukcja jest porównywana z MQ-1 Predator i MQ-9 Reaper. Jego głównym konstruktorem jest Giennadij Trubnikow. Należy do klasy ciężkich UAV o długim czasie działania i zasięgu lotu, operujących na średnim pułapie. Jest przeznaczony do prowadzenia rozpoznania, obserwacji, poszukiwań i działań patrolowych o każdej porze i w dowolnych warunkach atmosferycznych. Pierwsze wstępne informacje o nowej konstrukcji zostały zaprezentowane podczas wystawy Interpolitech (ros. «Интерполитех») w 2008 roku. Po raz pierwszy BSP został zaprezentowany w 2009 roku na Międzynarodowym Salonie Lotniczo-Kosmicznym MAKS-2009 w Żukowskim, w tym samym roku dokonano jej oblotu. Jesienią 2011 roku rosyjskie Ministerstwo Obrony ogłosiło, że firma Tranzas ze swoim projektem zwyciężyła w kategorii maszyn bezzałogowych o masie startowej około 1 tony. Od 2017 roku brak informacji o dalszym rozwoju tej konstrukcji.
Maszyna może przenosić ładunek użytkowy w trzech wariantach: radarowym, optyczno-termicznym (kamera wideo i kamera termowizyjna) oraz fotograficznym. Wyposażenie pozwala na automatyczne identyfikowanie celów, transmisję w czasie rzeczywistym zdjęć, obrazu wideo w paśmie widzialnym i termowizyjnym oraz obrazu radarowego. Dozor-600 posiada pokładowy system przechowywania zebranych informacji. W ramach dodatkowego wyposażenia konstruktorzy przewidzieli możliwość montażu w maszynie analizatora gazów, lidaru i innych czujników dostosowanych do potrzeb wykonywanego zadania. Dodatkowo, na dwóch podskrzydłowych zaczepach, dron może przenosić ładunek użyteczny o masie 100–120 kg. W jego skład mogą wchodzić zasobniki z wyposażeniem elektronicznym lub uzbrojenie składające się z bomb szybujących, kierowanych pocisków powietrze-powietrze i in. Rozważana była też możliwość wyposażenia maszyny w cztery przeciwpancerne pociski kierowane 9M120 Ataka lub 9K114 Szturm.
Komunikacja z samolotem jest możliwa dzięki łączności satelitarnej oraz radiowej. Może wykonywać lot w trybie autonomicznym (na podstawie wcześniej zadanego programu lotu), ręcznym (zdalne sterowanie przez operatora) lub mieszanym (autonomiczny i ręczny). System nawigacji pozwala na wykonywanie lotu z dokładnością rzędu 15–30 m. Dron ma możliwość startu i lądowanie z terenów utwardzonych. W sytuacji awaryjnej dron może lądować z wykorzystaniem spadochronu. Obsługę zapewnia czteroosobowy zespół.

## Konstrukcja
Kadłub składa się z trzech głównych sekcji. W przedniej znajduje się przedział do przenoszenia wyposażenia bojowego, wyposażenia nawigacyjnego oraz spadochronu. Środkową część zajmuje zbiornik paliwa, w ogonowej znajduje się czterocylindrowy silnik tłokowy Rotax 914F, napędzający trójłopatowe śmigło pchające. Resurs silnika wynosi 3000 godzin. Kadłub jest zakończony usterzeniem motylkowym. Całą krawędź spływu skrzydła zajmują lotki i klapy. Podwozie stałe, trójpunktowe z kółkiem przednim.